# Statua bronzea di san Pietro
La statua di San Pietro in cattedra è una scultura bronzea collocata all'interno della basilica di San Pietro in Vaticano.
Viene tradizionalmente attribuita allo scultore del XIII secolo Arnolfo di Cambio.
Esistono tuttavia delle autorevoli ipotesi molto diverse che collocano la statua all'inizio del V secolo d.C. 
Secondo tale interpretazione la statua risulta portatrice di valori antipropagandistici che, in epoca tardo-antica, volevano contrastare i pregiudizi dell'élite senatoria romana, impegnata a screditare il popolo cristiano considerato illetterato, fanatico e ignorante. Il santo assiso come venivano rappresentati gli illustri filosofi dell'antichità dovrebbe invece risultare simboleggiare l'autorevolezza anche culturale della Chiesa.
L'attribuzione ad Arnolfo di Cambio trova tuttavia sostenitori anche in studi più recenti, anche sulla base di indagini di termoluminiscenza.
In occasione della festività dei santi Pietro e Paolo (29 giugno), patroni della città di Roma, la statua viene vestita con il piviale e la tiara.

## Descrizione
La statua raffigura san Pietro in posizione seduta, con una mano benedicente e l'altra con le chiavi del Regno di Dio. La tradizione vuole che sia atto devoto toccare il piede destro della statua del primo degli apostoli e primo papa, oggi visibilmente rovinato dall'usura dei pellegrini.
Di fronte all'opera sono state collocate nel 1971 due torciere, sempre in bronzo, di Egidio Giaroli, mentre un medaglione a mosaico raffigurante papa Pio IX si trova sopra la statua. Venne sistemato qui nel 1871 a seguito della realizzazione del baldacchino sotto cui si trova posta la statua e per ricordare la leggenda secondo cui nessun papa avrebbe mai raggiunto il quarto di secolo di pontificato, che secondo la tradizione corrisponderebbe alla durata del pontificato di san Pietro.
Durante la festività dei santi Pietro e Paolo e quella della Cattedra di S.Pietro (22 febbraio), la statua viene rivestita dei paramenti papali a sottolineare il legame profondo tra San Pietro e la carica di pontefice della chiesa di Cristo.

## Copie nel mondo

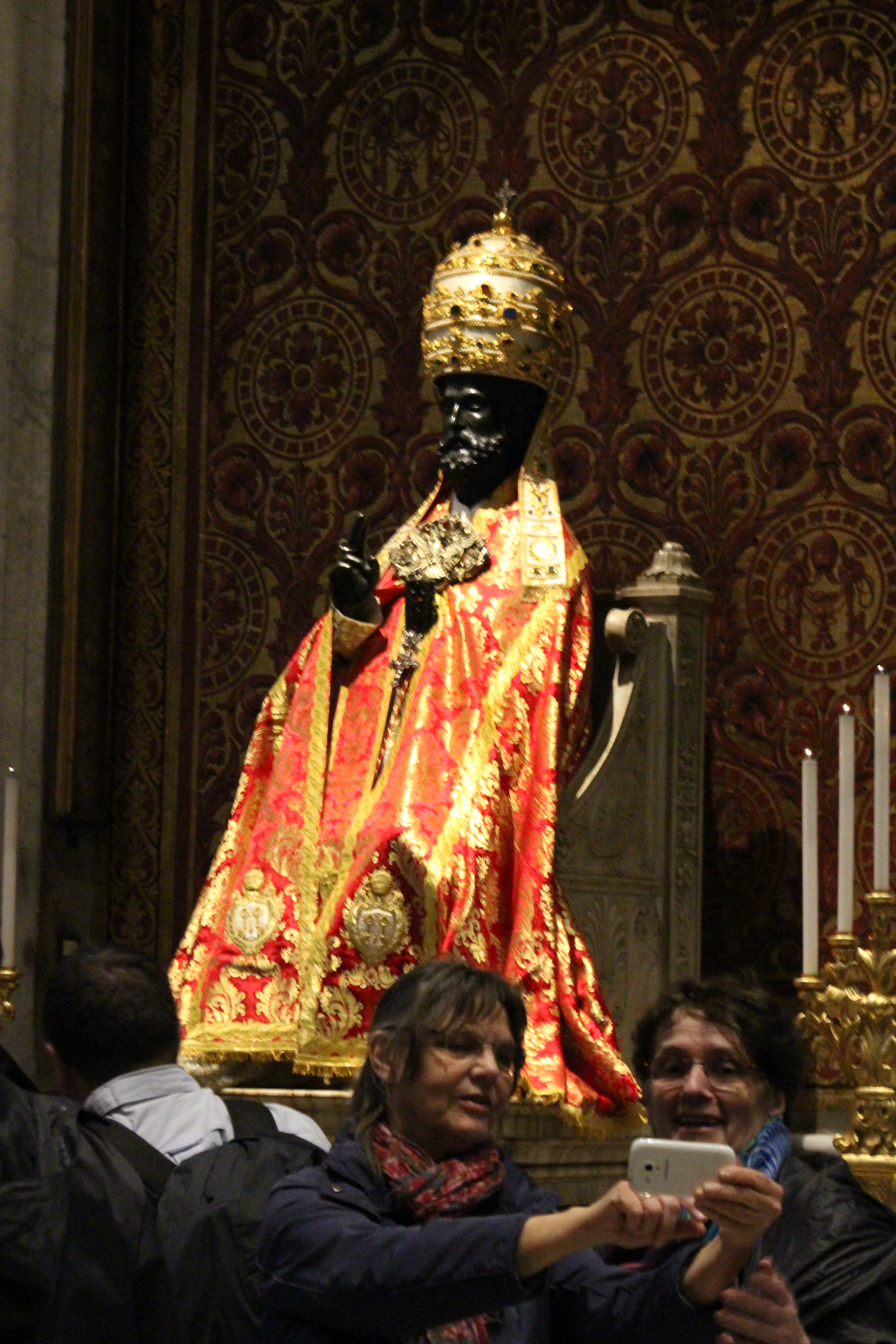
La statua coi paramenti papali

Nell'ambulacro della cattedrale di Notre-Dame a Parigi, proprio dietro l'altare in linea d'aria, si trova una statua di San Pietro perfettamente identica a quella vaticana.
Un'altra copia è nella procattedrale di Gerusalemme; in questo caso, le preghiere offerte ricevono le stesse indulgenze di quelle offerte in Vaticano.
Una copia della statua è anche esposta nella Chiesa di San Pietro a Porto Venere.
Nel palazzo della Battaglia, Museo delle memorie e del paesaggio nella Terra di Anghiari, esistono le uniche due copie in miniatura, conosciute e visibili al pubblico, della statua romana. Ricalcano perfettamente le forme dell'originale, ma non conservano il trono, probabilmente fatto in materiale deperibile (legno?).
Esse si legano alla consuetudine dei pellegrini di portare con sé i "souvenir" dei luoghi oggetto del pellegrinaggio, come la conchiglia di Santiago di Compostela, ma non è chiaro perché si siano ritrovati solamente due oggetti con queste caratteristiche.
Nella Basilica di Lecco, sul lato sinistro del vestibolo, è collocata una copia identica all'originale, in legno dipinto a imitazione del bronzo, del primo Novecento.
Nel Duomo di Urbino, si conserva una copia lignea dorata (con piede destro in bronzo) di questa statua, sul primo altare della navata destra.
Nel Duomo di Cagli, si trova una copia in forme barocche e in stucco di tale statua, sul primo altare della navata destra.
All'interno della Cripta nel complesso del Santuario mariano di Lourdes (Francia) è conservata una copia della statua.